# عربین
عربین (به عربی: عربین) یک منطقهٔ مسکونی در سوریه است که در مرکز ریف دمشق واقع شده‌است.

## خصوصیات
عربیل ۴۴٬۹۳۴ نفر جمعیت دارد.